# 61 Dywizjon Rakietowy Obrony Powietrznej
61 dywizjon rakietowy Obrony Powietrznej (61 dr OP) – samodzielny pododdział Wojsk Obrony Przeciwlotniczej Sił Powietrznych.
Dywizjon stacjonował w Sochaczewie, podporządkowany był dowódcy 3 Warszawskiej Brygady Rakietowej OP. 31 grudnia 2011 dywizjon został rozformowany.

## Historia
Jednostka powołana do życia rozkazem dowódcy 1 Korpusu Obrony Powietrznej Kraju nr 043 z 31 marca 1970 i sformowana w m. Małocice na bazie rozformowanego 64 pułku artylerii OPK.
Dywizjon wyposażony został w przeciwlotnicze zestawy rakietowe małego zasięgu typu S-125 Newa, którymi w czerwcu 1971 roku wykonał pierwsze strzelania bojowe na poligonie w ZSRR. Kolejne strzelania odbyły się w latach 1974, 1978, 1983 i 1990.
W 1999 roku dywizjon został przeniesiony z Małocic do Sochaczewa.
Decyzją Ministra Obrony Narodowej nr 639/MON z 31 grudnia 2007 ustalono doroczne święto dywizjonu na dzień 31 marca.
Decyzją MON nr Z-5/Org./P1 z dnia 28 stycznia 2011 roku oraz wykonawczym rozkazem Dowódcy Sił Powietrznych nr PF-95 z dnia 31 marca 2011 roku jednostkę rozformowano 31 grudnia 2011 roku.

## Dowódcy dywizjonu
- 1970-1974 – mjr Jan Pokorski
- 1974-1979 – ppłk Stefan Szymanowski
- 1980-1988 – ppłk Wiesław Styczyński
- 1988-1992 – ppłk Krzysztof Olszewski
- 1992-1997 – mjr Maciej Pikuła
- 11 marca 1997 – 9 lutego 1998 – mjr Aleksander Zarański
- 1998-2001 – ppłk Andrzej Stopczyński
- 2001 – 17 października 2011 – ppłk Mirosław Grzybowski
- 17 października 2011 – 31 grudnia 2011 – kpt. Włodzimierz Fabjańczyk (cz.p.o.)